# Вилеброрд Снелиус
Вилеброрд Снелиус (на нидерландски: Willebrord Snellius), роден Вилеброрд Снел ван Ройен (на нидерландски: Willebrord Snel van Royen) е холандски астроном и математик, известен със закона за пречупване на светлината, сега известен като Закон на Снелиус.

## Биография
Роден е на 13 юни 1580 година в Лайден, Холандия, в семейството на Рудолф Снел ван Ройен (1546 – 1613), извънреден професор по математика в Лайденския университет. В допълнение към университетската си работа баща му има собствено частно училище в дома си, където Снелиус учи латински, гръцки и философия. Той не е имал друго образование преди да влезе в университет. На 12 юли 1608 получава магистърска степен от Университета в Лайден, а през 1613 наследява баща си като професор по математика.
Умира на 30 октомври 1626 година в Лайден на 46-годишна възраст от колика, която предизвиква треска и парализа на ръцете и краката му.

## Научна дейност
През 1615 г. Снелиус планира и осъществява на практика нов метод за намиране на радиуса на Земята, чрез определяне на разстоянието на една точка от повърхността му от паралел на друга географска ширина, с помощта на триангулация. Неговият труд „Eratosthenes Batavus“ („Холандския Ератостен“), публикуван през 1617 г., описва метода и дава като резултат на неговите измервания между Алкмаар и Берген оп Зоом – два града, разделени от една степен на меридиана, което той измерва да бъде равно на 117 449 ярда (107 395 km). Действителното разстояние е приблизително 111 km.
Снелиус също е отличен математик и изработва нов метод за изчисляване на пи – първото такова подобрение от древни времена.
През 1621 г. Снелиус преоткрива закона за пречупване на светлината, който сега носи неговото име. Лунният кратер Снелиус също е кръстен на него.
Освен „Eratosthenes Batavus“, той публикува „Cyclometria sive de circuli dimensione“ (1621) и „Tiphys Batavus“ (1624). Той също така редактира „Coeli et siderum in eo errantium observationes Hassiacae“ (1618), съдържаща астрономически наблюдения на ландграф Уилям IV фон Хесен. Тригонометрията („Doctrina triangulorum“), написана от Снелиус, е публикувана една година след смъртта му.